# 紫虚上人
紫虚上人（しきょ しょうにん、生没年不詳）は、中国の通俗歴史小説『三国志演義』に登場する架空の人物。益州の錦屏山に住み、人の生死や貴賎を見通すことが出来ると言われていた。
『演義』の第62回で、劉備が益州に侵攻した際、それに応戦するため劉璋配下の劉璝や張任らは5万の兵を率いて雒城に向かったが、その途中に紫虚上人の下を訪れ占いを請うた。
上人は｢左龍と右鳳、飛んで西川に入る。雛鳳地に墜ち、臥龍天にのぼる。一得一失、天数まさに然るべし（左龍右鳳飛入西川　雛鳳墜地臥龍升天　一得一失天數當然　見機而作勿喪九泉）｣と述べ、龐統の死と、諸葛亮の益州平定を予言したという。当惑した劉璝達は自分達の命運についての占いを求めたが、「定まった命運を聞いても仕方があるまい」と上人は応じず、彼等にとって満足のいく回答はついに得られなかった。